# 施尼沙·米赫洛域
施尼沙·米赫洛域（塞尔维亚语：／；發音：[sǐniʃa mixǎjloʋit͡ɕ]，1969年2月20日—2022年12月16日），南斯拉夫前足球運動員，司職後衛，曾執教AC米兰。
米赫洛域球員時代曾效力桑普多利亚、拉齐奥及國際米蘭等意甲球會，是意甲史上最優秀罰球專家之一。1998年12月13日，米哈伊洛维奇代表拉齐奥队在意甲联赛中出战桑普多利亚队时上演直接任意球帽子戏法；而在意甲則共射入了27個任意球，紀錄迄今尚未被打破。
米哈于2019年确诊白血病，在与病魔抗争三年之后，他于2022年12月16日与世长辞。

## 生平

### 球會

#### 贝尔格莱德红星
米赫洛域是於國內球會贝尔格莱德红星成名，早期司職左翼，後轉任後衛。在贝尔格莱德红星時，他上陣53場入15球，更協助該隊奪得歐洲聯賽冠軍盃（1991年）及洲際盃冠軍。其中在歐洲聯賽冠軍盃決賽，米赫洛域就射入了一個罰球。

#### 羅馬
和當時很多東歐球員一樣，當時已稍有名氣的米赫洛域，已有計劃轉往西歐聯賽發展。最後他選擇意甲，首個加盟的球會是羅馬。可惜他效力了兩年，始終並不如意，兩年後轉會至森多利亞。

#### 森多利亞
在森多利亞時，米赫洛域的天份慢慢展現出來。他的長傳十分準繩，特別是在球隊需要快攻反擊時便大派用長，同時他亦是隊中的自由球專家，一個人包辦了球隊的角球、自由球、十二碼罰球的主踢權。米赫洛域於森多利亞渡過了4個不俗的賽季。

#### 拉素
1998年米赫洛域選擇轉會到當時銳意變革的拉素。身穿11號球衣的他很快成為了隊中的重心球員，由於當年拉素隊中球星如雲，促使該隊成為了歐洲其中一支勁旅，而米赫洛域在拉素持續的出色表現，令他被認定為當時世上最出色的中堅之一。

#### 國際米蘭
米赫洛域於2004年以老將的身份加盟另一支意甲強隊國際米蘭，並一直效力至退役。

### 國家隊生涯
米赫洛域合共為南斯拉夫上陣63場，射入10球，他曾是該支國家隊的隊長，他有份參與1998年世界盃及2000年歐洲國家盃。

## 腳註
1. ↑  First 4 caps for SFR Yugoslavia that still consists of players from Bosnia (奥梅罗维奇), Croatia (博班), Macedonia (Pančev), Slovenia (Novak), Serbia (Mihajlović) and Montenegro (Savićević)

## 外部連結
- Profile@reprezentacija.rs （页面存档备份，存于） （塞爾維亞文）
- Career statistics （页面存档备份，存于） （意大利文）
- Siniša Mihajlović's profile and stats （页面存档备份，存于） on FootballDatabase